# Yabal Faruh
La necrópolis de Yabal Faruh es un yacimiento arqueológico situado en la calle Agua de la ciudad de Málaga (España). Se trata de un cementerio islámico descubierto a finales de los años 1980 en el barrio de La Victoria, a las faldas de monte Gibralfaro. Se compone de dos mezquitas funerarias, parte de un mausoleo y oratorios funerarios, siendo la mayor necrópolis andalusí encontrada en España.
Según estudios realizados, Yabal Faruh comenzó a ser un lugar de enterramiento debido a la actividad que el puerto de Málaga recuperó a partir del siglo XI, que inutilizó a la primera necrópolis islámica malagueña, situada junto al mar.
Las dos mezquitas datan aproximadamente de los siglos XII y XIII y son edificaciones de una sola nave con planta cuadrangular y mihrab. Las tumbas monumentales fueron realizadas con sillares de arenisca, azogue y tizón. El panteón funerario presenta decoraciones en yeso, como estrellas de ocho puntas o el árbol de la vida.
A pesar de que la inauguración estaba prevista para 2010, la necrópolis continuó cerrada hasta 2023, hecho que fue denunciado por la oposición al Ayuntamiento en varias ocasiones. La última moción para poner en valor el yacimiento fue aprobada el 13 de febrero de 2017, que proponía que se  realizara tras la unión en proyecto de las calle Nuevo Mundo y la calle Agua, donde se encuentra el recinto. Otra moción fue presentada para que la Junta de Andalucía abriera este complejo, que cuenta con iluminación y carteles, antes de que se ejecute el plan del Monte del Gibralfaro.
En abril de 2023 se inauguró el yacimiento arqueológico, que es visitable previa inscripción.